# Santa Rita de Ibitipoca
Santa Rita de Ibitipoca – miasto i gmina w Brazylii, w stanie Minas Gerais. Znajduje się w mezoregionie Zona da Mata i mikroregionie Juiz de Fora.